# Pärsti
Pärsti (em estoniano:  Pärsti vald) é uma cidade estoniana localizada na região de Viljandimaa.